# Michael Crichton
John Michael Crichton (født 23. oktober 1942 i Chicago Illinois, USA, død 4. november 2008) var en amerikansk forfatter, filminstruktør og filmproducent, der voksede op i Roslyn, Long Island, USA.
Michael Crichton skrev også under pseudonymerne: John Lange og Jeffrey Hudson.
Michael Crichton læste på Harvard University, USA, hvorfra han dimitterede som antropolog med udmærkelsen summa cum laude i 1964.
Efter en kort periode som underviser på Cambridge University, England i 1965, vendte han tilbage til Harvard University, hvor han læste medicin på Harvard Medical School med en afsluttende M.D. i 1969 som følge.
Michael Crichton startede sit forfatterskab medens han studerede på Harvard Medical School. 
Mange af hans bøger er en blanding af spænding og science fiction. 
Mange af hans bøger er filmatiseret, deriblandt Steven Spielbergs Jurassic Park (1993). Crichton var ofte selv dybt involveret i filmatiseringen af sine værker, typisk som producer og manuskriptforfatter, i nogle tilfælde også som instruktør.
Han har skrevet manuskripter til bl.a. spillefilmene The Andromeda Strain (1971), Westworld (1973), Coma (1978), The First Great Train Robbery (1979), Looker (1981), Runaway (1984), Jurassic Park (1993), Rising Sun (1993), Disclosure (1994), Congo (1995), Twister (1996), The Lost World: Jurassic Park (1997), Sphere (1998), The 13th Warrior (1999) og Timeline (2003).
Han instruerede selv filmene Westworld (1973), Coma (1978), The First Great Train Robbery (1979), Looker (1981), Runaway (1984) og The 13th Warrior (1999).
Crichton har desuden produceret og skrevet utallige afsnit af tv-serien Skadestuen (1994- ).
Crichton døde af strubekræft den 4. november 2008 i Los Angeles, USA, 66 år gammel.